# Ryotaro Ito
Ryotaro Ito (伊藤 涼太郎 Ito Ryotaro?), född 6 februari 1998 i Osaka prefektur, är en japansk fotbollsspelare.
Ito började sin karriär 2016 i Urawa Reds. 2017–2018 blev han utlånad till Mito HollyHock. 2019 blev han utlånad till Oita Trinita. Han gick tillbaka till Urawa Reds 2020.